# Inés Ferrer Suárez
Inés Ferrer Suárez (ur. 1 czerwca 1990) – hiszpańska tenisistka.
Zwyciężyła w dwóch turniejach singlowych oraz dziewięciu deblowych w rozgrywkach rangi ITF.
Najwyższe miejsce w rankingu WTA Tour gry pojedynczej – 202. pozycję – osiągnęła 9 lipca 2012 roku. W zestawieniu gry podwójnej zajmowała 125. miejsce podczas notowania dnia 17 września 2012 roku.

## Wygrane turnieje rangi ITF

### Gra pojedyncza
|    | Data       | Turniej  | ($)    | Naw.    | Finalistka            | Wynik         |
| 1. | 30/05/2009 | Tortosa  | 10 000 | ceglana | Yera Campos-Mólina    | 7:5, 4:6, 6:3 |
| 2. | 27/11/2010 | Asunción | 10 000 | ceglana | Eva Fernández-Brugués | 6:2, 6:2      |